# Juan Félix Maglio
Juan Félix Maglio, conhecido como Pacho (Buenos Aires, 18 de dezembro de 1880 — Buenos Aires, 14 de julho de 1934) foi um compositor, bandoneonista e diretor de orquestra argentino.
Oriundo como outros tantos argentinos de seu tempo de uma família de imigrantes italianos, Maglio era chamado por seus familiares de pazzo (doido, em italiano) por causa do fascínio que o tango, e sobretudo o bandoneon, despertavam no menino, pois tanto a música como o instrumento eram desconhecidos na península itálica. O público transformaria esse apodo em pacho, e que o compositor levaria para o resto da vida.
Já no final do século XIX era popular, se apresentando em bares, circos e nas praças públicas. Foi o primeiro intérprete a conferir ao bandoneón uma função de solista, e também um dos primeiros a gravar discos e a dirigir orquestras.
Os seus discos foram muito vendidos e foram uma influência marcante para os bandoneonistas posteriores.

## Composições
- Sabado inglés
- Chile
- Armenoville
- Un copetín
- Tango argentino
- Royal Pigall(Qué has hecho de mi cariño)
- El curdela
- Congojas
- Copén la banca
- Llegué a ladrón por amarte
- Tranco a tranco
- La chacarera
- La cuyanita
- A media noche